# Kapau Alam Pauh Duo
Kapau Alam Pauh Duo is een bestuurslaag in het regentschap Solok Selatan van de provincie West-Sumatra, Indonesië. Kapau Alam Pauh Duo telt 2700 inwoners (volkstelling 2010).